# Cheryl Crawford
Cheryl Crawford, née le 24 septembre 1902 à Akron (Ohio) et morte le 7 octobre 1986 à New York, est une productrice de théâtre américaine. En 1947, elle a fondé avec Elia Kazan l'Actors Studio.
Crawford a étudié l'expression dramatique au Smith College dont elle sortit diplômée avec mention, en 1925. Après deux années de stage à l’école de la Theatre Guild, elle fut recrutée par la directrice, Theresa Helburn, comme secrétaire de plateau. Là, elle fit la connaissance du déclamateur Harold Clurman (en) et de Lee Strasberg, et se mêla à leurs discussions passionnées sur la réforme qu'ils projetaient pour la scène américaine.